# Журавлёво (Московская область)
Журавлёво — деревня в Рузском районе Московской области, входит в состав сельского поселения Ивановское. Население — 29 чел. (2010). До 2006 года Журавлёво входило в состав Ивановского сельского округа.
Деревня расположена на северо-западе района, примерно в 11 километрах к северу от Рузы, на левом берегу реки Хлынья у впадения притока Оселье, высота центра над уровнем моря 198 м. Ближайшие населённые пункты — Иваново в 1 км западнее и Булыгино в 1,5 км на северо-запад.

## Население
| 2002 | 2006 | 2010 |
| ---- | ---- | ---- |
| 7    | →7   | ↗29  |